# Frisholmens kastellförsamling
Frisholmens kastellförsamling var en församling vid Karlshamns kastell (belägen på Frisholmen) i Lunds stift i nuvarande Karlshamns kommun. Församlingen uppgick 1865 i Karlshamns församling.
Kastellkyrkan gjordes i ordning på 1740-talet, före dessa fanns en från kastellet fristående byggnad.

## Administrativ historik
Församlingen bildades 1765 och uppgick 1865 i Karlshamns församling.